# Léon Brillouin

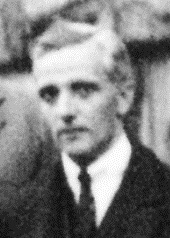
Léon Brillouin (1927)

Léon Nicolas Brillouin ([bʁilwɛ̃]; * 7. August 1889 in Sèvres, Département Seine-et-Oise; † 4. Oktober 1969 in New York) war ein französisch-amerikanischer Physiker.

## Leben
Brillouin war der Sohn des Physikers Marcel Louis Brillouin (1854–1948) und dessen Ehefrau Charlotte Mascart. Sein Großvater mütterlicherseits war der Physiker Éleuthère Mascart, sein Onkel der Astronom Jean Mascart. 1921 beendete Brillouin sein Studium erfolgreich mit der Dissertation La théorie des solides et les quanta an der Universität Paris. Seine Promotionsprüfung legte er bei Marie Curie und Jean Perrin ab. Danach hielt er bis 1931 Vorlesungen über Radiotechnik an der École Supérieure d'Électricité. 1928 wurde er Physik-Professor an der Universität Paris und 1932 bis 1939 am Collège de France. 1939/1940 war er Direktor des französischen Rundfunks. Im Zweiten Weltkrieg ging Brillouin in die USA, wo er 1941 Gastprofessor an der University of Wisconsin–Madison wurde und 1942 Professor an der Brown University. Im selben Jahr wurde er Fellow der American Physical Society. 1943 bis 1945 forschte er in der Gruppe Angewandte Mathematik des Office of Scientific Research and Development. 1946 bis 1949 war er Professor an der Harvard University. 1949 wurde Brillouin eingebürgert und ging zu IBM, als Direktor für Electronic Education. 1952 bis 1954 war er Forschungsdirektor am Watson Scientific Computing Laboratory von IBM. Ab 1954 war er Adjunct Professor of Physics an der Columbia University.
Im Alter von 80 Jahren starb Brillouin 1969 in New York.
Brillouin ist bekannt durch theoretische Arbeiten in der Festkörperphysik. In der Informationstheorie schlug er den Begriff Negentropie vor. Er entwickelte einen Lösungsvorschlag für Maxwells Dämon und veröffentlichte eine elektrische Variante desselben, das Brillouin-Paradoxon.
Seit 1953 war er Mitglied der National Academy of Sciences.

## Werke
- Cours de physique théorique (1949)
- La thèorie des solides et les quanta (1928)
- Wave propagation in periodic structures (1946)
- Science and Information Theory (New York: Academic Press, 1956)
- Brillouin, L. und Sommerfeld, A.: Wave Propagation and Group Velocity (New York: Academic Press, 1960)